# 코엘레무
코엘레무(스페인어: Coelemu)는 칠레 비오비오주 뉴블레 현의 코무나이다.